# Guillermina Luisa de Nassau-Weilburg
Guillermina Luisa de Nassau-Weilburg (en alemán, Wilhelmine Louise von Nassau-Weilburg; La Haya, 28 de septiembre de 1765- Greiz, 10 de octubre de 1837) fue el cuarto vástago y segunda hija del príncipe Carlos Cristián de Nassau-Weilburg y de la princesa Carolina de Orange-Nassau, hija del príncipe Guillermo IV de Orange-Nassau y de la princesa Ana de Hannover.

## Matrimonio e hijos
Luisa se casó en Kirchheimbolanden el 9 de enero de 1786 con el príncipe Enrique XIII Reuss (Greiz, 16 de febrero de 1747-ibidem, 29 de enero de 1817). Su esposo sucedió a su padre en 1800 como príncipe reinante de la línea Greiz de la Casa de Reuss. Fue general de artillería.
Del matrimonio nacieron los siguientes hijos:
1. Enrique (31 de marzo de 1787-31 de marzo de 1787).
2. Hija (28 de noviembre de 1788-28 de noviembre de 1788).
3. Enrique XIX (1 de marzo de 1790-31 de octubre de 1836), casado con la princesa Gasparina de Rohan-Rochefort, sucedió a su padre.
4. Enrique XX (29 de junio de 1794-8 de noviembre de 1859), casado con Sofía de Löwenstein-Wertheim-Rosenberg y Carolina de Hesse-Homburg, sucedió a su hermano.